# 威斯特塞德中學
威斯特塞德中學（英文：Westsyde Secondary School）是一個位於加拿大英屬哥倫比亞省湯普森-尼古拉地區湯普森鄉甘露市威斯特塞德的一個公立中等學校，屬於甘露/湯普森學區。

## 資料來源
1. ↑  . Westsyde Secondary School.   [19 March 2018]. （原始内容存档于2019-01-12）.